# Gâmbia - Pontes - Alto da Guerra
Gâmbia - Pontes - Alto da Guerra – parafia (freguesia) gminy Setúbal i jednocześnie miejscowość w Portugalii. W 2011 zamieszkiwało ją 5 885 mieszkańców, na obszarze 32,87 km².